# Lívia Andrade
Lívia Regina Sórgia de Andrade (São Paulo, 20 de junio de 1983 ), más conocida simplemente como Lívia Andrade, es una presentadora, actriz, modelo, locutora y empresaria brasileña. Se hizo más conocida por formar parte del elenco de Jogo dos Pontinhos, del Programa Silvio Santos. Como actriz, Lívia saltó a la fama por su papel de Suzana Bustamante en Carrusel. Comenzó su carrera como asistente de escena en 1997, en el programa Fantasía. Lívia Andrade comandaba el programa radial Consultório Sentimental, en la Banda FM.

## Carrera profesional
Comenzó su carrera como modelo a los 13 años, realizando algunas campañas publicitarias. En 1997, pasó a la televisión como asistente de escena del programa "Fantasía" de SBT. En 2000, formó parte del grupo As Mallandrinhas en el programa Festa do Mallandro de TV Gazeta, donde llamó la atención de las revistas masculinas Playboy y Sexy y grabó dos discos en estilos pop y funk carioca. De 2004 a 2010 formó parte del elenco de A Praça é Nossa, donde interpretó personajes que encantaban por su belleza. En 2010, grabó la canción "Sou Corinthiana".
Desde 2008, participa del segmento Jogo dos Pontinhos del Programa Silvio Santos, que conquista una gran audiencia en las noches de los domingos de SBT.
En teatro, protagonizó la obra Happened con Shirley Taylor, dirigida por Fafy Siqueira en 2006. Actuó en las telenovelas Vende-se Um Véu de Noiva (2009), Uma Rosa Com Amor (2010) y Corações Feridos (grabada en 2010 y exhibida en 2012). También participó en los especiales de Navidad y Año Nuevo de la humorística 30 Anos de Chaves, interpretando a Doña Florinda. Presentó el programa Eliana en SBT, el 14 de agosto y el 18 de septiembre de 2011, cubriendo la licencia de maternidad de Eliana.
En 2012 interpretó a su primera villana, la profesora Suzana en la telenovela "Carrossel". En 2013, comenzó a trabajar en Band FM como locutora en Consultório Sentimental (de Projeto Liberta), junto a Roberta Tiepo y Marcelo Dias.
En 2014 presentó el programa Arena SBT, que se transmitió los sábados por la noche por un corto tiempo. Lívia también registró participación en la telenovela Chiquititas, interpretando a la coordinadora Bárbara. Junto a Roberta Tiepo, grabó la canción Erva Venenosa para la banda sonora de la telenovela.
En diciembre de 2017 reemplaza a Mamma Bruschetta en sus vacaciones en Fofocalizando. El 3 de enero de 2018 se convirtió en presentadora fija del programa.

## Vida personal
De 2004 a 2014 estuvo casada con el empresario Fagnani Nilton Júnior, pero debido a la tensión en la relación, se divorciaron amigablemente después de diez años de matrimonio. Tiempo después conoció al empresario Roberto Villa Real Júnior y se casaron en octubre del 2016. Aunque la artista optó por no revelar a la prensa la identidad de su actual esposo, ya que no pertenece al mundo artístico, a principios de 2019 se expuso en internet la relación entre ambos, y luego ambos asumieron públicamente su matrimonio.
El 16 de marzo de 2013, Lívia estuvo involucrada en un accidente automovilístico junto con la presentadora Yudi Tamashiro, cuando se dirigía a un evento en Tabapuã, en el interior de São Paulo. El auto cayó en una zanja y casi vuelca. Dirigía el padre de la presentadora.
En 2014, Lívia cumplió veinte años de presencia confirmada en el jolgorio carnavalesco de São Paulo, en el Sambódromo do Anhembi. Su primer desfile fue a los diez años en el ala infantil de Unidos do Peruche, pero fue en Gaviões da Fiel donde ganó fama después de asistir a la escuela de samba durante más de diez años. También desfiló en Leandro de Itaquera, X-9 Paulistana, Acadêmicos do Tucuruvi e Império de Casa Verde. En Río, desfiló en el Sambódromo Marquês de Sapucaí, donde apareció en el abridor de Caprichosos de Pilares y musa en Inocentes de Belford Roxo. Actualmente es la reina de los tambores de Paraíso Do Tuiuti, en 2020 desfiló como punto culminante de la carroza de Pérola Negra en São Paulo. Gran hincha del Corintios, tiene un tatuaje en la nuca con el símbolo del club y un halcón.

## Filmografía

### Televisión
| Año     | Título                   | Personaje / Função    | Nota(s)                           |
| ------- | ------------------------ | --------------------- | --------------------------------- |
| 1997    | Fantasia                 | Bailarina             | Garota Fantasia                   |
| 1997–02 | Festa do Mallandro       | Bailarina             |                                   |
| 2004–10 | A Praça é Nossa          | Varios personajes     |                                   |
| 2008–20 | Programa Silvio Santos   | Participante          | Quadro: "Jogo dos Pontinhos"      |
| 2009    | Vende-se um Véu de Noiva | Luciana               |                                   |
| 2010    | Uma Rosa com Amor        | Jornalista            |                                   |
| 2011    | Eliana                   | Presentadora especial | Episódio: "14 de agosto"          |
| 2011    | 30 Anos de Chaves        | Dona Florinda         |                                   |
| 2012    | Corações Feridos         | Janaína Correia       |                                   |
| 2012–13 | Carrossel                | Suzana Bustamante     |                                   |
| 2013–20 | Teleton                  | Presentadora          |                                   |
| 2014–16 | SBT Folia                | Presentadora          |                                   |
| 2014    | Chiquititas              | Bárbara Brunet        |                                   |
| 2014    | Arena SBT                | Presentadora          |                                   |
| 2017–20 | Fofocalizando            | Presentadora          |                                   |
| 2017–19 | Bake Off SBT             | Presentadora          |                                   |
| 2020    | Triturando               | Presentadora          |                                   |
| 2022    | Domingão com Huck        | Jurada                | Quadro: “Acredite em Quem Quiser” |

### Cine
| Año  | Título                   | Papel          |
| ---- | ------------------------ | -------------- |
| 2010 | Natasha: O Anjo da Morte | Carmem Delarua |
| 2016 | Dumbo & Jumbo 2          | Amália         |

### Web
| Año           | Título        | Cargo        | Plataforma |
| ------------- | ------------- | ------------ | ---------- |
| 2019–presente | Lívia Andrade | Presentadora | YouTube    |

### Teatro
| Año  | Título                       | Personaje      |
| ---- | ---------------------------- | -------------- |
| 2006 | Aconteceu com Shirley Taylor | Shirley Taylor |

### Radio
| Año       | Título                  | Cargo    | Estação |
| --------- | ----------------------- | -------- | ------- |
| 2013–2019 | Consultório Sentimental | Locutora | Band FM |

## Revistas
Entre las innumerables portadas de revistas, Lívia apareció en las siguientes revistas masculinas:
- 2001 - Edición de septiembre de "Playboy"
- 2003 - Edición de agosto de "Sexy"

## Premios y nominaciones
| Año  | Premio    | Categoría            | Trabajo       | Resultado |        |
| ---- | --------- | -------------------- | ------------- | --------- | ------ |
| 2019 | Prêmio F5 | Melhor Apresentadora | Lívia Andrade | Venceu    | [ 18 ] |